# 耳村
耳村（みみむら）は、かつて福井県三方郡にあった村。現在の美浜町の中心部にあたる。

## 地理
- 海洋 ： 若狭湾
- 河川 ： 耳川
- 山岳 ： 天王山、御岳山、土井山、雲谷山、三国山、赤坂山、大谷山

## 歴史
- 1889年（明治22年）4月1日 - 町村制の施行により、佐柿村、木野村、和田村、河原市村、麻生村、南市村、中寺村、宮代村、安江村、五十谷村、寄戸村、新庄村、佐野村及び興道寺村の区域をもって、耳村が発足する。
- 1954年（昭和29年）2月11日 - 南西郷村、北西郷村、耳村及び山東村が合併して、美浜町が発足する。

## 村政

### 村長
- 綿田喜太郎[1]

## 経済

### 産業
農業
『大日本篤農家名鑑』によれば、耳村の篤農家は「立神音吉、武下繁太郎、上登野卯之助、高橋梅太郎、松田彌右衛門」などがいた。
『大日本蚕業家名鑑 正』によれば、耳村の養蚕家は「知場彌兵衛、高木傳左衛門、梶岡彌惣八、中瀬宗太郎、武下繁太郎、松田幾次郎、木村甚蔵」などがいた。

### 娯楽
- 遊楽座 - 映画館
- 中央館 - 映画館

## 交通

### 鉄道路線
日本国有鉄道小浜線が耳村を通過したが、村内に駅はなかった。ただし、隣接した南西郷村に当村内の地名を冠する河原市駅（現・美浜駅）が存在した。

### 道路
- 国道27号